# Solandra tridentata
Solandra tridentata är en flockblommig växtart som beskrevs av Carl von Linné och Benjamin Daydon Jackson. Solandra tridentata ingår i släktet Solandra och familjen flockblommiga växter. Inga underarter finns listade i Catalogue of Life.